# Vals venezolano
El vals venezolano es la versión, adaptación e interpretación del Vals a los estándares musicales y culturales de Venezuela.
El siglo XVIII es normalmente considerado el siglo de oro de la música venezolana, a pesar de haber sido destruidos durante la Guerra de Independencia gran parte de los documentos de esta época sobre el tema. Pero a mediados del siglo XIX, y más particularmente durante los años del General Guzmán Blanco en la Presidencia de la República, fue muy marcado el afrancesamiento de la sociedad. Entre los bailes de salón que fueron introducidos en la Venezuela decimonónica, el vals ha sido uno de los que ha tenido mayor arraigo y difusión. Este consiste en una manifestación musical derivada de un baile popular austríaco, conocido como ländler. Aunque no se puede definir una fecha exacta para la llegada del vals a Venezuela, es seguro que ya para mediados de ese siglo estaba presente en la escritura musical del país, registrando notas en el Nuevo Método para Guitarra y Arpa, publicado en Caracas por la imprenta de Tomás Antero.
La popularidad del vals se vio reforzada por las múltiples publicaciones en periódicos y revistas sobre este tema, tanto de la música como del baile, y se convirtió en la base de muchos otros géneros musicales, entre ellos el joropo.
Entre los compositores de valses más conocidos del siglo XIX podemos citar los nombres de Rafael María Samuel, Ildefonso Meserón y Aranda, Rogerio Caraballo, Manuel Guadalajara, Manuel Azpúrua, Federico Villena, Rafael Isaza, Telésforo Jaimes, Heraclio Fernández, Ramón Delgado Palacios, Manuel Guadalajara, Salvador Narciso Llamozas e incluso la célebre pianista Teresa Carreño. En el cambio de siglo al siglo XX, siguieron recogiendo y componiendo valses Vicente Emilio Sojo, Pedro Elías Gutiérrez, Ramón Emilio Crassus González, Federico Vollmer, Augusto Brandt, Francisco De Paula Aguirre, Antonio Carrillo, Simón Wohnsiedler, Carlos Bonnet, Rafael Sánchez López, Laudelino Mejias, Luis Felipe Ramón y Rivera, Domingo Moret, Raúl Borges, Pedro Arcila Aponte, Juan Ramón Barrios, Moisés Moleiro, Armando Molero, Italo Pizzolante, Simón Díaz, Antonio Lauro, Manuel Yánez, Aldemaro Romero, Lionel Belasco, Pedro José Castellanos, Sebastián Díaz Peña, Luis Laguna, Inocente Carreño y Evencio Castellanos, entre otros.

## Características
De acuerdo con Luis Felipe Ramón y Rivera en 1923, existen dos corrientes en el vals: el de salón y el popular. En el vals de salón, el instrumento favorito para su ejecución es el piano. Se enfatiza en los nombres de Federico Vollmer, Manuel Azpúrua, Manuel Guadalajara, Telésforo Jaimes, Rafael Isaza, Rogerio Caraballo, Teresa Carreño y Ramón Delgado Palacios en el inicio de este género en Venezuela, y se dedicaron a la composición de valses de dos partes. A partir de esto, el movimiento guitarrístico de la escuela de Santa Capilla, desde su fundador Raúl Borges hasta Antonio Lauro, Rodrigo Riera y Alirio Díaz hicieron notables aportes al lenguaje musical del vals, y su obras los ubican entre los mejores compositores latinoamericanos para guitarra clásica del siglo XX.
El vals de tradición oral, o vals popular, utiliza para su ejecución los instrumentos típicos de cada región venezolana, siendo cultivado mayormente en los Andes y en la región centro-occidental de Venezuela. En la región andina, el violín y la bandola son instrumentos solistas, acompañados de la guitarra, tiple y cuatro. En Lara se ejecuta con violín, mandolina, cuatro y guitarra.
La melodía, generalmente en ocho compases, es entrecortada e insinuante, rompiendo de forma atrevida con la métrica europea y jugando con los silencios y compases de forma graciosa y saltarina. Esta influencia del valse llega a los serenateros y compositores románticos, quienes divulgaron ampliamente el vals-canción. En los Andes venezolanos se crea el pasillo, forma de valse andino, con alargada presencia en las regiones colombianas contiguas.
La estructura musical característica de los valses populares consta de tres partes. Aun cuando muchos músicos firman sus composiciones con sus nombres, la mayoría han dejado sus creaciones en el anonimato.
En la tradición popular se pueden encontrar el vals en muchos bailes y manifestaciones folklóricas, como el joropo y el tamunangue, entre otros. En la parte de la música llanera tenemos los valses de Simón Díaz como el emblemático Luna de Margarita, así como también los temas surgidos del estilo llamado vals pasaje, entre los que figuran principalmente los valses de Juan Vicente Torrealba, como Rosario, Valencia, Rosa Angelina, Pasillaneando, entre varias obras de este maestro.

## Nuestros valses
Nuestros valses es considerada por los críticos como la obra de ballet nebrediano por excelencia con valses de Ramón Delgado Palacios y Teresa Carreño quienes recrearon los valses de la escuela vienesa, incorporándoles el espíritu de la música venezolana y la atmósfera de la influencia europea en la vida de aquella época.
Con tales elementos, en 1976 plasmó el coreógrafo Vicente Nebrada un ballet, cuyos movimientos expresan una idiosincrasia determinante, traducida en una danza romántica, lírica, dramática y apasionada donde se sintetiza el carácter nacional venezolano.

## Algunos valses famosos
- Dama Antañona (L: Leoncio Martínez M: Francisco De Paula Aguirre)
- Visión Porteña (Pedro Pablo Caldera)
- Adiós a Ocumare (L: Gregorio José Timotes M: Ángel María Landaeta)
- Conticinio (L: Egisto Delgado M.: Laudelino Mejías)
- Teresita (Teresa Carreño)
- Qué Bellas son las Flores (Francisco De Paula Aguirre)
- Sombra en los Médanos (Rafael Sánchez López)
- Quejas del Alma (Antonio María Delgado Briceño)
- Flor de Loto (L: Juan de Dios Galavís M: Luis Felipe Ramón y Rivera)
- Pluma y Lira (Telésforo Jaimes)
- Dulce Ensueño (Augusto Brandt)
- Brisas del Zulia (Amable Espina)
- Morir es Nacer (L: Manuel Rodríguez Cárdenas M: Rafael Andrade)
- Maria Luisa (Antonio Lauro)
- El niño Santo Domingo (Sebastián Díaz Peña)
- Yo Nunca te Olvidaré (Manuel Guadalajara)[5]
- El Muchachito (Simón Wohnsiedler)
- Como llora una estrella (Antonio Carrillo)
- El Campo está Florido (Telésforo Jaimes)
- Vals venezolano (Raúl Borges)
- Maricela (Sebastián Díaz Peña)
- Luna de Maracaibo (Lionel Belasco}
- Las Bellas Noches de Maiquetía (Pedro Arcila Aponte)
- La Ruperta (Francisco Pacheco)
- La Partida (Carlos Bonnet)
- Pablera (Juan Ramón Barrios)
- Penumbras (Jesús María Yépez Coronado)
- El Diablo Suelto (M:Heraclio Fernández L: Enrique Hidalgo )
- Besos en Mis Sueños  (Augusto Brandt)
- Maria Luisa (Antonio Lauro
- Vals*' Nº 3 -Natalia- (Antonio Lauro)
- Primavera  (Teresa Carreño)
- Tres Rosas  (Juancho Lucena)
- Geranio (Pedro Elías Gutiérrez)
- Viajera del Río (Manuel Yánez}
- Quinta Anauco (Aldemaro Romero)
- El Jarro Mocho (Federico Vollmer)
- Mañanita Caraqueña (Evencio Castellanos)
- Linda Merideña (Pedro José Castellanos)